# Richard M. Linnehan
Richard Michael Linnehan est un astronaute américain né le 19 septembre 1957.

## Vols réalisés
- Columbia STS-78, lancée le 20 juin 1996.
- Columbia STS-90, lancée le 17 avril 1998.
- Columbia STS-109, 4e mission de maintenance du Télescope spatial Hubble, lancée le 1er mars 2002.
- Endeavour STS-123, lancée le 11 mars 2008